# Andrea Koevska
Andrea Koevska (Skopie, 14 de febrero de 2000), conocida simplemente como Andrea, es una cantante macedonia de música pop. Andrea, aparte de cantar, toca dos instrumentos: la guitarra y el piano. Representó a Macedonia del Norte en el Festival de la Canción de Eurovisión 2022 con "Circles".

## Biografía
El amor de Andrea por la música comenzó en la primera infancia cuando, a la edad de cinco años, ella y sus padres se mudaron a Harlem, Nueva York, EE. UU., donde vivieron durante un año. Sus primeros recuerdos de la música fueron los sonidos del gospel, el soul, el jazz y el rhythm and blues, los cuales la convirtieron en una gran amante de la música.
Por otro lado, su padre profesor de derecho y su madre física, esperaban que ella siguiera sus pasos y estudiara una carrera. Sin embargo, Andrea decidió hacer algo completamente diferente a las expectativas de sus progenitores, siguiendo su talento y pasión por la música.

## Trayectoria profesional
Su carrera musical comenzó como una afición, publicando vídeos cortos en su cuenta de Instagram para divertirse con adaptaciones y traducciones de éxitos famosos del pop y el rock. A raíz de esto, su talento y habilidades vocales fueron reconocidos por el famoso productor musical Aleksandar Masevski, quien la invitó a su estudio y le ofreció una colaboración. También fue el principal motivador para que ella se inscribiera más tarde en la Facultad de Música de Skopie, en el departamento de canto solista - géneros populares.
Andrea y su productor Aleksandar decidieron comenzar con composiciones cuyas letras fueran exclusivamente en inglés para que la música llegara más rápido a los oyentes y construir así una carrera internacional más fácilmente. Su primera canción "I Know" fue lanzada el 23 de octubre de 2020. La canción se transmitió en más de 100 emisoras de radio en países como Estados Unidos, Reino Unido, Canadá, Suiza, Italia, Francia, Alemania, Noruega, Sudáfrica, Grecia, Bulgaria, Macedonia del Norte y otros. En poco tiempo, la canción contó con cientos de miles de reproducciones en YouTube y más de 4 millones de visitas en la plataforma TikTok. Andrea también ha aparecido en varios programas de podcast de México y los Países Bajos.
En febrero de 2021, como parte del proyecto de música orquestal "Fames", ella y su equipo, en colaboración con la compositora de música Bete Ilin, el director de orquesta Oleg Kondratenko y el productor de vídeos Vladimir Mitrevski Gule, realizaron una interpretación orquestal de sus canciones.

## Influencias musicales
Mientras vivía en Nueva York, conoció diversos géneros que inspiran su música actual, como el gospel, el R&B, el pop y el pop-punk. También ha citado a: 
- Lauryn Hill - Cantante y compositora (soul, rhythm and blues, neo soul, hip-hop, reggae).
- Hayley Williams - Vocalista principal de Paramore, su banda favorita durante su adolescencia.
- Jessie J - Música pop, cuyas actuaciones y características vocales fueron inspiradoras en la construcción del estilo de Andrea.

## Vida personal
La madre de Andrea es médico y su padre es profesor de derecho. Se dice que su abuelo, que murió cuando ella tenía nueve años, fue la fuente principal de la pasión de Andrea por la música. Cuando no está grabando música o actuando, Andrea practica su afición por el arte marcial Muay Thai o cuida de su perro Leo.

## Discografía

### Sencillos
| Canción                | Año  |
| ---------------------- | ---- |
| I Know                 | 2020 |
| I Don't Know Your Name | 2020 |
| Talk To Me             | 2021 |
| Јавачи (Javachi)       | 2021 |
| Circles                | 2022 |
| Betting on You         | 2022 |
| Choosing My Way        | 2022 |
| Heartbreak             | 2022 |
| Stvoreni za ljubov     | 2022 |
| Close to the Sun       | 2022 |
| Telepatija             | 2022 |